# Lewis Tan
Lewis Singwah Tan (* 4. Februar 1987 in Manchester) ist ein britischer Schauspieler, Kampfkünstler und Model. Bekanntheit erlangte er vor allem durch seine Rollen in dem Film Deadpool 2 und der Serie Wu Assassins.

## Frühe Jahre
Lewis Tan wurde als Sohn des chinesischstämmigen Kampfkünstlers und Stuntkoordinators Philip Tan und dessen britischer Frau, einem ehemaligen Model, in Manchester geboren. Seine Kindheit verbrachte er an verschiedenen Orten in der Welt, darunter Frankreich und Thailand. Den größten Teil verbrachte er jedoch in Los Angeles, wo sein Vater als Stuntkoordinator für Tim Burtons Film Batman aus dem Jahr 1989 engagiert wurde und das er bis heute als seine Heimat ansieht. Er wuchs zusammen mit drei jüngeren Brüdern auf. Zwei seiner Brüder, Sam und Evan, arbeiten inzwischen ebenfalls als Schauspieler bzw. als Fotograf.
Tan wurde schon früh von seinem Vater in Kampfsportarten wie Kickboxen und Muay Thai trainiert und begann ebenfalls zeitig mit dem Schauspielen. Seine erste Rolle übernahm er im Alter von drei Jahren mit einem Auftritt im Film China Cry: A True Story aus dem Jahr 1990, an dem auch sein Vater mitwirkte.

## Karriere
Nach dem Schulabschluss, nachdem er bereits einige Erfahrung am Theater gesammelt hatte, besuchte er zunächst das College, verließ es jedoch schnell wieder und wurde auf den Bahamas für den Dreh zu Pirates of the Caribbean – Am Ende der Welt als Stuntman gebucht. Nach vereinzelten kleinen Rollen in den 1990er- und frühen 2000er-Jahren übernahm er ab 2006 Gastrollen in CSI: NY, CSI: Miami, Navy CIS: L.A. und The Protector. Daneben übernahm er kleine Rollen in den Filmen Red Velvet, Olympus Has Fallen – Die Welt in Gefahr und Hangover 3. Weitere Gastrollen folgten seitdem in Hawaii Five-0, Rush Hour und Marvel’s Iron Fist. 2018 übernahm er eine kleine Rolle im Film Criminal Squad und war zudem in Deadpool 2 als Shatterstar zu sehen, wodurch er größere Bekanntheit erlangte. Von 2018 bis 2019 übernahm er die Rolle des Gaius Chau in der Serie Into the Badlands. Bereits 2010 schrieb und inszenierte er den Kurzfilm I Spy.
2019 wurde Tan als Lu Xin Lee in der Serie Wu Assassins des Streaminganbieters Netflix in einer Hauptrolle besetzt. Tan plant, zusammen mit dem Produzenten Tucker Tooley die Lebensgeschichte seines Vaters zu inszenieren. Er setzt sich auch für den Abbau von stereotypischen asiatischen Rollenbildern in Film und Fernsehen ein. Neben seiner Schauspieltätigkeit, bei der er einen Großteil seiner Stunts selbst ausführt, übernahm er auch für andere Projekte Stunts, darunter in The Fast and the Furious: Tokyo Drift, Pirates of the Caribbean – Am Ende der Welt, Olympus Has Fallen – Die Welt in Gefahr und Hangover 3.

## Filmografie (Auswahl)
- 1990: China Cry: A True Story
- 2004: El padrino
- 2006: Mein erster Mord (Mini's First Time)
- 2006: CSI: NY (Fernsehserie, Episode 3x08)
- 2007: Day Break (Fernsehserie, Episode 1x09)
- 2008: Red Velvet
- 2009: Kurbaan
- 2010: CSI: Miami (Fernsehserie, Episode 8x13)
- 2010: I Spy (auch Drehbuch und Regie)
- 2010: 10,000 Days (Fernsehserie, 11 Episoden)
- 2011: Navy CIS: L.A. (Fernsehserie, Episode 2x16)
- 2011: The Protector (Fernsehserie, Episode 1x04)
- 2012: The Introduction (Kurzfilm)
- 2013: Olympus Has Fallen – Die Welt in Gefahr (Olympus Has Fallen)
- 2013: Hangover 3
- 2014: 10.000 Days
- 2015: Sacrifice
- 2015: Mortal Kombat X: Generations (Fernsehserie, Episode 1x05)
- 2015: Hawaii Five-0 (Fernsehserie, Episode 6x10)
- 2016: Rush Hour (Fernsehserie, Episode 1x05)
- 2016: Sacrifice – Todesopfer
- 2017: Marvel’s Iron Fist (Fernsehserie, Episode 1x08)
- 2018: Criminal Squad (Den of Thieves)
- 2018: Deadpool 2
- 2018–2019: Into the Badlands (Fernsehserie, 12 Episoden)
- 2019: Wu Assassins (Fernsehserie, 9 Episoden)
- 2021: Mortal Kombat
- 2022: Fistful of Vengeance
- 2022: Nenn es Schicksal (About Fate)
- 2023: Shadow and Bone – Legenden der Grisha (Shadow and Bone, Fernsehserie, 8 Episoden)
- 2024: Deadpool & Wolverine
- 2024: Cobra Kai (Fernsehserie, 5 Folgen)